# Ли, Элис (шахматистка)
Э́лис Ли (англ. Alice Lee; род. 13 октября 2009, Миннеаполис, Миннесота) — американская шахматистка, гроссмейстер среди женщин (2023), международный мастер (2023). Бронзовый призёр чемпионата США 2024, победительница Кубка Америки 2025, в составе сборной США — участница Олимпиады 2024 (индивидуальная серебряная медаль на 4-й доске).
Ли начала заниматься шахматами в 6 лет в шахматной школе Миннесота. Спустя несколько месяцев получила рейтинг от Шахматной федерации США, звание эксперта и национального мастера США. Позже карьера Ли пошла в гору, в 13 лет она вошла в тройку самых молодых женщин-международных мастеров в истории шахмат и самой молодой в США.
Трёхкратная чемпионка мира (до 10 лет в 2019 году, до 12 лет в 2020 и 2021 годах) и двукратная чемпионка США среди девушек (2023, 2024).
В 2024 году участвовала в сильном женском турнире Cairns Cup вместе с чемпионками мира Александрой Костенюк, Марией Музычук и другими, набрав 4 из 9.